# Unió Mundial d'Estudiants Jueus
La Unió Mundial d'Estudiants Jueus, (en anglès: World Union of Jewish Students) (WUJS): és una organització internacional, plural, no partidista, que aplega fins a 48 associacions jueves d'estudiants independents nacionals d'arreu del món. Va ser fundada el 1924 per Hersch Lauterpacht. L'objectiu de la Unió Mundial d'Estudiants Jueus és fomentar la unió dels estudiants jueus a tot el món i fomentar la seva participació en el compliment de les aspiracions del poble jueu, la seva continuïtat, i el desenvolupament de la seva herència religiosa, cultural i social. La seu de la unió és a Jerusalem, Israel.